# Biela

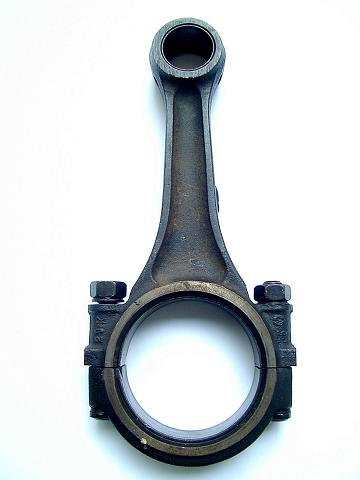
Biela d'un motor de Volkswagen.

Una biela és una peça que es troba subjectada per un dels seus extrems a un èmbol o pistó que es mou en línia recta, i per l'altre a una manovella. Aquest sistema biela-manovella serveix en mecànica per a transformar un moviment rectilini alternatiu en un moviment de rotació, i viceversa.
Actualment les bieles són un element bàsic en els motors de combustió interna i en els compressors alternatius. En automoció, a la manovella del motor de combustió se li sol anomenar, tradicionalment, cigonyal.
El sistema biela-manovella s'usa també en molts altres tipus de mecanismes i màquines.

## Parts de la biela
Es poden distingir tres parts en una biela:
- El  peu de la biela, és la part amb el forat de menor diàmetre, i en la que s'introdueix el coixinet a pressió, en el que després s'afegeix el buló, un cilindre o tub metàl·lic que uneix la biela amb el pistó.
- El cos de la biela, que és la part central, està sotmesa a esforços de tracció-compressió en el seu eix longitudinal, i acostuma a estar alleugerit, presentant, per regla general, una secció en forma de doble T, i en alguns casos de creu o tubular.
- El cap de la biela, que és la part que té el forat més gran.